# يوهانس هوسفلوت كلابو

يوهانس هوسفلوت كلابو (مواليد 22 أكتوبر 1996) هو لاعب تزلج ريفي نرويجي، حصل على 3 ميداليات ذهبية في أولمبياد 2018.

## وصلات خارجية
- يوهانس هوسفلوت كلابو على موقع الاتحاد الدولي للتزلج (التزلج الريفي) (الإنجليزية)
- يوهانس هوسفلوت كلابو على موقع اللجنة الأولمبية الدولية (الإنجليزية)
- يوهانس هوسفلوت كلابو على موقع أوليمبيديا (الإنجليزية)